# Iglesia de San Martín de Tours (Cogeces de Íscar)
La iglesia parroquial de San Martín de Tours  es un templo católico ubicado en la localidad de Cogeces de Íscar, Provincia de Valladolid, Castilla y León, España. 
Es de estilo gótico y fue modificada en los siglos XVI y XVII. La parte más antigua es la del muro sur donde se halla una portada gótica de calidad con arquivoltas de dientes de sierra y baquetones. Consta de una sola nave cerrada con bóveda de cañón y adornada con yeserías barrocas. El edificio tiene una torre situada a los pies; se accede a los pisos superiores por una escalera de caracol exterior.

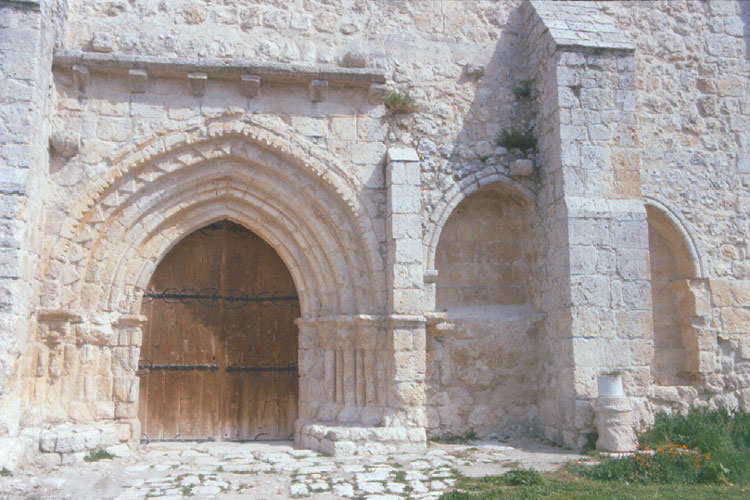
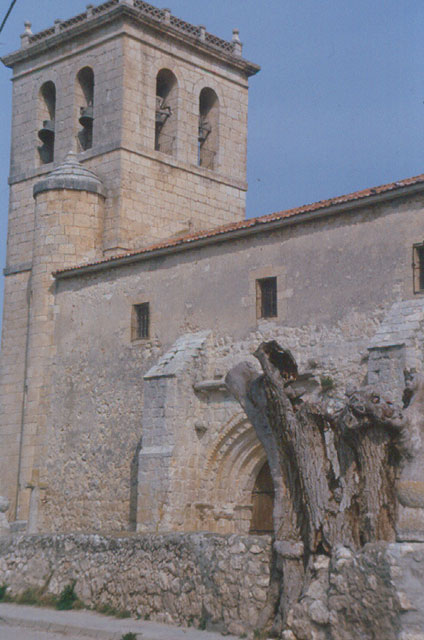